# Загрунівка
Загруні́вка Сіті — село в Україні, у Зіньківській міській громаді Полтавського району Полтавської області. Населення становить 418 осіб. До 2020 орган місцевого самоврядування — Загрунівська сільська рада.

## Географія
Село розташоване на лівому березі річки Грунь-Ташань, вище за течією на відстані 1 км розташоване село Бірки, нижче за течією на відстані 4,5 км — село Романівка.
Село межує з лісовим масивом (сосна).

## Топоніміка
Назву одержала за своїм місцезнаходженням — від річки Грунь-Ташані.

## Історія
Село Загрунівка  засновано 1640 року.
За козаччини село належало до Ковалівської сотні Гадяцького полку (тимчасово сотня переходила і до інших сусідніх полків). 1709 року Загрунівка подарована Романовій-Бороховичевій. Її право на Загрунівку підтвердив універсалом від 1716 року гетьман Іван Скоропадський, а 1718 року — Петро І.
Належало родині Бороховичів.
У 1750–1796 роках село — власність гетьмана Кирила Розумовського.
З 1781 року у складі Миргородського повіту Київського намісництва. За описом 1787 року у селі Романівка було 393 душі, саме село у власності різного звання казених людей, козаків і власників: графа Кирила Григоровича Розумовського і колезького асесора Федора Ситенського.
Від початку ХІХ ст. Загрунівка вже у складі Зіньківського повіту Полтавської губернії. Згодом також і у Ковалівській волості цього повіту.
1885 року було збудовано Михайлівську церкву. 1880 року при ній відкрито чотирикласну початкову, 1886 року — земську чотирикласну школу. 1914 року побудовано нову початкову школу (перший директор — О. І. Михайловський). 1916 року відкрито хату-читальню.
Радянську окупація розпочалась в січні 1918 року.
15 липня 1921 року у ході бойових дій тут загинув отаман повстанського загону Л. Христовий.
З 1929 року, з початком примусової колективізації, діяв колгосп «ім. Фрунзе». Місцева жителька так згадувала діяльність радянської влади на селі:
|  | Не встигли ми як люди нормально пожити, як стали на буксир «брати, у нову жизнь вести» [у колгосп]. А воно туди, наверно, нада були голих і босих, бо як прийшли до нас, то вигрібали все. Як же то тільки крали, а то ще й здівалися, з діда чоботи зняли… Я старалася хоч якусь сорочку зберегти, понамочувала і вивісила, щоб замерзли. Думала, шо мерзле не забиратимуть, так повносили… приказав (один з бускирників) у духовку запхнути, шоб розтало… Батько догадалися, шо їм хата наша понравилася, казав, шо не одстануть, поки не оддасть. Сам написав, шо добровільно здає. Не спасло це батька… Так і застав нас голод. |

1934 року Загрунівська початкова школа стала семирічною.
Село у часи німецько-радянської війни було окуповане нацистськими військами з 25 жовтня 1941 до 9 вересня 1943 року. До Німеччини на примусові роботи вивезено 40 чоловік, полягло на фронтах 189 односельчан, при визволенні села загинув 101 радянський воїн.
Станом на 1946 рік, до Загрунівської сільської ради (Зіньківського району Полтавської обл.) також входили і села Малі Сулими та Романівка .
12 червня 2020 року, відповідно до розпорядження Кабінету Міністрів України № 721-р «Про визначення адміністративних центрів та затвердження територій територіальних громад Полтавської області», село увійшло до складу Зіньківської міської громади.
19 липня 2020 року, в результаті адміністративно - територіальної реформи та ліквідації Зіньківського району, село увійшло до складу новоутвореного Полтавського району Полтавської області.

## Демографія
1781 року у селі було 120 хат.
1787 року налічувалось 393 жителя чоловічої статі, казенні селяни та козаки.
1859 року у козацькому селі налічувалось 189 дворів, мешкало 1975 осіб (998 чоловічої статі та 977 — жіночої), існувала православна церква та сільська управа.
1863 року село Ковалівської волості, 208 дворів, 1071 житель. 1900 у селі Ковалівської волості Зіньківського повіту діяла козацька громада, 160 дворів, 919 жителів, земська школа грамоти. 1910–172 двори, 1063 жителя. За переписом 1926 року село — центр сільради Зіньківського району, Полтавської округи, 229 господарств, 1086 жителів.
| 1859  | 1863  | 1900 | 1910  | 1926  | 1990 | 2001 |
| ----- | ----- | ---- | ----- | ----- | ---- | ---- |
| 1 975 | 1 071 | 919  | 1 063 | 1 086 | 487  | 418  |
|       | ▼     | ▼    | ▲     | ▲     | ▼    | ▼    |

### Мова
Розподіл населення за рідною мовою за даними перепису 2001 року:
| Мова       | Кількість | Відсоток |
| ---------- | --------- | -------- |
| українська | 393       | 94.02%   |
| російська  | 19        | 4.54%    |
| румунська  | 5         | 1.20%    |
| білоруська | 1         | 0.24%    |
| Усього     | 418       | 100%     |

## Економіка
У Загрунівці зареєстровано три приватних господарства, що спеціалізується на вирощуванні зернових та технічних культур.

## Інфраструктура
Працюють відділення зв'язку, сімейна амбулаторія, Будинок культури (на 360 осіб), бібліотека (понад 10,8 тис. одиниць зберігання).
Працює дошкільний навчальний заклад Терем-теремок. У закладі працюють два вихователі та навчається 30 дітей. Середню освіту здобувають у загальноосвітній школі І-ІІ ступенів. У закладі у 2011–2012 навчальному році навчалось понад 80 учнів.
Але наразі (2021р) школа  закрита.

## Архітектура
У Загрунівці збудовані такі пам'ятники:
- М. В. Фрунзе (1967 рік);
- Надгробок на братській могилі радянських воїнів, полеглим 1943 року при визволенні села (1961 рік);
- пам'ятник воїнам-односельчанам, загиблим у роки німецько-радянської війни (1967 рік).

## Релігія
Михайлівська церква УПЦ МП. Найдавніша згадка датується 1750 роком. Тоді Яків Скаженик подарував церкві дві Мінеї. 1802 року збудовано нову церкву. 1848 року споруджено дерев'яну дзвіницю. 1857 року дві споруди об'єднано, та поставлено на мурований цоколь. 1895 року службу відвідувало 1813 душ.
Ведення богослужінь було припинене з приходом радянської влади. У новітній час церква відновила діяльність у грудні 1994 року. Для релігійних відправ використовується молитовний будинок, що був освячений у вересні 2007 року.

## Відомі люди
- Христовий Леонтій Остапович — козак армії УНР, отаман повстанського загону на Полтавщині. Був вбитий більшовиками у Загрунівці.
- Сулима Микола Матвійович (*1947) — український вчений-літературознавець, член-кореспондент НАН України, завідувач відділу давньої української літератури Інституту літератури імені Тараса Шевченка НАН України.
- Чечель Ганна Іванівна — мати-героїня. Виховує п'ятьох дітей.[15]